# Chionactis occipitalis
Espèce
Synonymes
- Rhinostoma occipitale Hallowell, 1854
- Chionactis occipitalis talpina Klauber, 1951
- Chionactis saxatilis Funk, 1967

Statut de conservation UICN

 LC  : Préoccupation mineure
Chionactis occipitalis  est une espèce de serpents de la famille des Colubridae.

## Répartition
Cette espèce se rencontre :
- dans le sud des États-Unis dans le sud-ouest de l'Arizona, dans le sud-est de la Californie et dans le sud du Nevada ;
- au Mexique en Basse-Californie et dans le nord-ouest du Sonora.

## Taxinomie
La sous-espèce Chionactis occipitalis talpina a été placée en synonymie avec Chionactis occipitalis, la sous-espèce Chionactis occipitalis annulata a été élevée au rang d'espèce et la sous-espèce Chionactis occipitalis klauberi est considérée comme une sous-espèce de celle-ci.

## Galerie

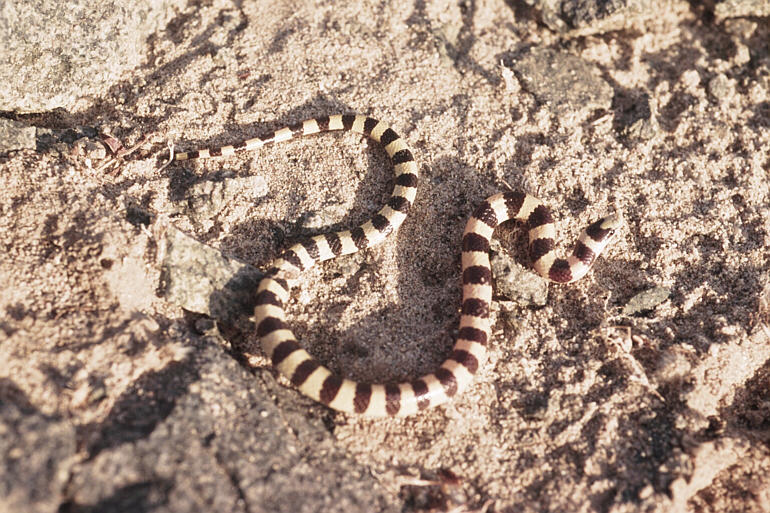
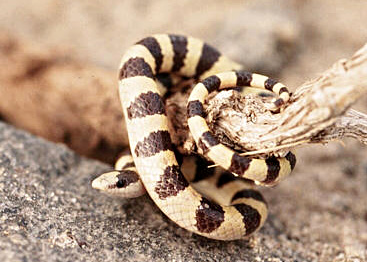
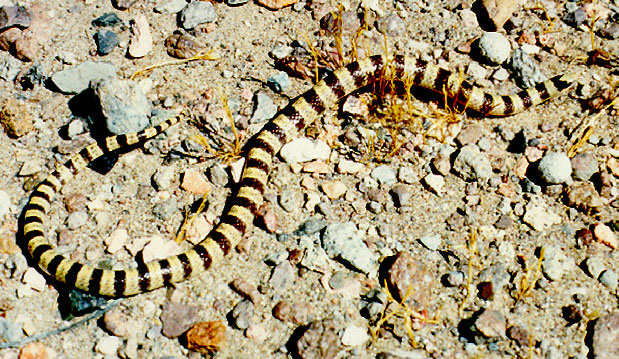

## Publication originale
- Hallowell, 1854 : Description of new reptiles from California. Proceedings of the Academy of Natural Sciences of Philadelphia, vol. 7, p. 91-97 (texte intégral).